# Fusión celular
La fusión celular es un proceso celular importante en el que varias células uninucleadas (células con un solo núcleo ) se combinan para formar una célula multinucleada, conocida como sincitio. La fusión celular se produce durante la diferenciación de mioblastos, osteoclastos y trofoblastos, durante la embriogénesis y la morfogénesis. La fusión celular es un acontecimiento necesario en la maduración de las células para que mantengan sus funciones específicas a lo largo del crecimiento.

## Historia
En 1847 Theodore Schwann amplió la teoría de que todos los organismos vivos están compuestos por células al añadir que las células discretas son la base de la vida. Schwann observó que en determinadas células las paredes y cavidades de las células se fusionan. Fue esta observación la que proporcionó el primer indicio de que las células se fusionan. No fue hasta 1960 cuando los biólogos celulares fusionaron deliberadamente células por primera vez. Para fusionar las células, los biólogos combinaron células aisladas de ratón, con el mismo tipo de tejido, e indujeron la fusión de su membrana externa utilizando el virus Sendai (un virus respiratorio de los ratones). Cada una de las células híbridas fusionadas contenía un único núcleo con cromosomas de ambas parejas de fusión. Sincarión se convirtió en el nombre de este tipo de célula combinada con un núcleo. A finales de la década de 1960, los biólogos lograron fusionar células de distintos tipos y de diferentes especies. Los productos híbridos de estas fusiones, heterocariontes, eran híbridos que mantenían dos o más núcleos separados. Estos trabajos fueron dirigidos por Henry Harris, de la Universidad de Oxford, y Nils Ringertz, del Instituto Karolinska de Suecia. Estos dos hombres son los responsables de reavivar el interés por la fusión celular. Las células híbridas interesaron a los biólogos en el área de cómo los distintos tipos de citoplasma afectan a los distintos tipos de núcleos. El trabajo realizado por Henry y Nils demostró que las proteínas de una fusión genética afectan a la expresión de genes en el núcleo del otro miembro de la pareja, y viceversa. Estas células híbridas creadas se consideraron excepciones forzadas a la integridad celular normal y no fue hasta 2002 cuando la posibilidad de fusión celular entre células de distintos tipos pudo tener una función real en los mamíferos.

## Dos tipos

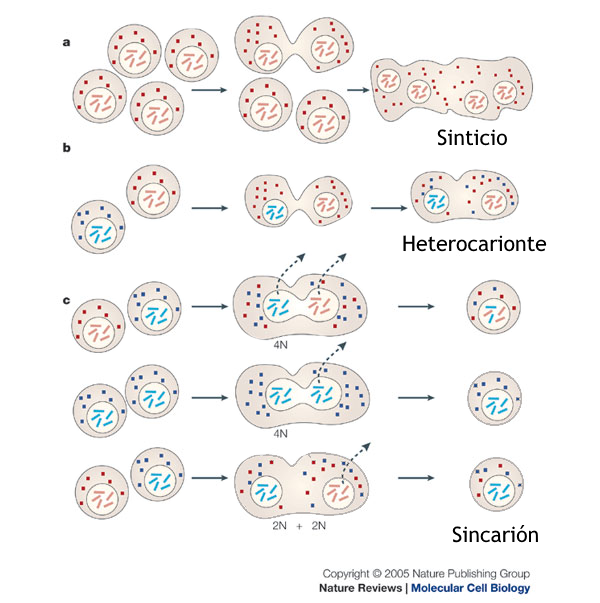
a Las células del mismo linaje se fusionan para formar una célula con múltiples núcleos, conocida como sincitio. La célula fusionada puede tener un fenotipo alterado y nuevas funciones como la formación de barreras.
b Células de diferente linaje se fusionan para formar una célula con múltiples núcleos, conocida como heterocarión. Las células fusionadas podrían haber sufrido una reversión del fenotipo o mostrar transdiferenciación.
c Células de diferente linaje o del mismo linaje se fusionan para formar una célula con un solo núcleo, conocida como sincarión. Las nuevas funciones de la célula fusionada pueden incluir una reversión del fenotipo, transdiferenciación y proliferación. Si ocurre la fusión nuclear, el núcleo fusionado inicialmente contiene el contenido cromosómico completo de ambos socios de fusión (4N), pero finalmente los cromosomas se pierden y/o se reclasifican (ver flechas). Si no se produce la fusión nuclear, un heterocarión (o sincitio) puede convertirse en un sincarión al despojarse de un núcleo completo.

Existen dos tipos diferentes de fusión celular. Estos dos tipos incluyen la fusión celular homotípica y heterotípica.
La fusión celular homotípica se produce entre células del mismo tipo. Un ejemplo serían los osteoclastos o las miofibras que se fusionan con su respectivo tipo de células. Cuando los dos núcleos se fusionan se produce un sincarión. La fusión celular se produce normalmente con la fusión nuclear, pero en ausencia de fusión nuclear, la célula se describiría como un heterocarionte binucleado. Un heterocarionte es la fusión de dos o más células en una y puede reproducirse durante varias generaciones. Si dos células del mismo tipo se fusionan, pero sus núcleos no se fusionan, la célula resultante se denomina sincitio.
La fusión celular heterotípica se produce entre células de diferentes tipos, por lo que es exactamente lo contrario de la fusión celular homotípica. El resultado de esta fusión es también un sincarión producido por la fusión de los núcleos, y un heterocarionte binucleado en ausencia de fusión nuclear. Un ejemplo de ello serían las células derivadas de la médula ósea (BMDC, por sus siglas en inglés) que se fusionan con órganos parenquimatosos.

## Cuatro métodos
Los biólogos celulares y los biofísicos utilizan cuatro métodos para fusionar células. Estos cuatro métodos incluyen la fusión celular eléctrica, la fusión celular con polietilenglicol, la fusión celular inducida por el y un método de reciente desarrollo denominado termoplasmónica controlada ópticamente.

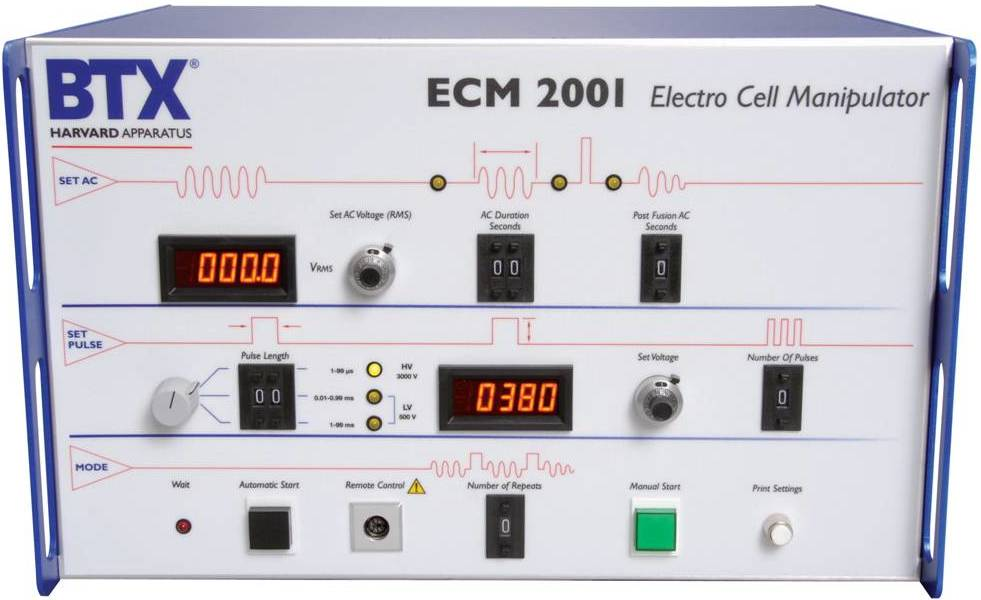
BTX ECM 2001, generador de electrofusión para aplicaciones de fusión celular fabricado por BTX Harvard Apparatus, Holliston MA EE. UU.

- La fusión eléctrica de células es un paso esencial en algunos de los métodos más innovadores de la biología moderna. Este método comienza cuando dos células se ponen en contacto mediante dielectroforesis. La dielectroforesis utiliza una corriente alterna de alta frecuencia, a diferencia de la electroforesis, en la que se aplica una corriente continua. Una vez que se juntan las células, se aplica un voltaje pulsado. El voltaje pulsado provoca la permeabilización de la membrana celular y la posterior combinación de las membranas, con lo que las células se fusionan. A continuación, se aplica una tensión alternativa durante un breve periodo de tiempo para estabilizar el proceso. El resultado es que el citoplasma se ha mezclado y la membrana celular se ha fusionado por completo. Lo único que queda separado son los núcleos, que se fusionarán en un momento posterior dentro de la célula, por lo que el resultado es una célula heterocarionte.[6]
- La fusión celular con polietilenglicol es la forma más sencilla, pero más tóxica, de fusionar células. En este tipo de fusión celular, el polietilenglicol, PEG, actúa como agente deshidratante y fusiona no sólo las membranas plasmáticas, sino también las membranas intracelulares. Esto conduce a la fusión celular, ya que el PEG induce la aglutinación celular y el contacto de célula a célula. Aunque este tipo de fusión celular es el más utilizado, tiene sus inconvenientes. A menudo, el PEG puede provocar la fusión incontrolada de múltiples células, lo que lleva a la aparición de policariones gigantes. Además, la fusión celular estándar con PEG es poco reproducible y los distintos tipos de células presentan diversas susceptibilidades a la fusión. Este tipo de fusión celular se utiliza ampliamente para la producción de híbridos de células somáticas y para la transferencia nuclear en la clonación de mamíferos.[7]
- La fusión celular inducida por el virus Sendai se produce en cuatro etapas de temperatura diferentes. Durante la primera etapa, que no dura más de 10 minutos, tiene lugar la adsorción viral y los anticuerpos virales pueden inhibir el virus adsorbido. La segunda etapa, que dura 20 minutos, depende del pH y la adición de antisuero viral aún puede inhibir la fusión final. En la tercera etapa, refractaria a los anticuerpos, los constituyentes de la envoltura viral permanecen detectables en la superficie de las células. Durante la cuarta etapa, la fusión celular se vuelve evidente y la neuraminidasa HA y el factor de fusión comienzan a desaparecer. Las etapas primera y segunda son las dos únicas que dependen del pH.[8]

- La fusión celular inducida por termoplasmónica se basa en un láser de infrarrojo cercano (NIR) y una nanopartícula plasmónica. El láser, que suele actuar como trampa óptica, se utiliza para calentar la partícula plasmónica nanoscópica a temperaturas muy elevadas y extremadamente localizadas. El atrapamiento óptico de un nanocalentador de este tipo en la interfaz entre dos vesículas de membrana, o dos células, conduce a la fusión inmediata de las dos verificadas tanto por el contenido como por la mezcla de lípidos. Entre sus ventajas, cabe citar la total flexibilidad a la hora de decidir qué células fusionar y que la fusión puede realizarse en cualquier condición tampón, a diferencia de la electroformación, que se ve afectada por la sal.

## En terapia humana
Ante la escasez de donantes de órganos y tejidos para trasplantes, se necesitan formas alternativas de restaurar la función de los órganos y sustituir las células dañadas. Debido a esta escasez, los biólogos han empezado a considerar el potencial de la fusión celular terapéutica. Los biólogos han estado debatiendo las implicaciones de la observación de que la fusión celular puede producir efectos restauradores tras un daño tisular o un trasplante celular. Aunque se está hablando y trabajando en el uso de la fusión celular para este fin, aún son muchos los retos a los que se enfrentan quienes desean aplicar la fusión celular como herramienta terapéutica. Estos retos incluyen elegir las mejores células para la fusión reparadora, determinar la mejor forma de introducir las células elegidas en el tejido deseado, descubrir métodos para aumentar la incidencia de la fusión celular y garantizar que los productos de fusión resultantes funcionen correctamente. Si se superan estos retos, la fusión celular puede tener potencial terapéutico.

## Microorganismos

### Hongos
La plasmogamia es la fase del ciclo sexual de los hongos en la que dos células se fusionan para compartir un citoplasma común, a la vez que reúnen en la misma célula los núcleos haploides de ambos miembros de la pareja.

### Amoebozoa
La fusión celular (plasmogamia o singamia) es una etapa en el ciclo sexual de los Amoebozoa .

### Bacterias
En Escherichia coli, la zigogénesis espontánea (apareamiento Z) implica la fusión celular y parece ser una forma de verdadera sexualidad en procariotas. Las bacterias que realizan el apareamiento Z se denominan Szp+.

## Otros usos
- Estudiar el control de la división celular y la expresión génica.
- Investigar transformaciones malignas.
- Para obtener la replicación viral.
- Para el mapeo de genes y cromosomas.
- Para la producción de anticuerpos monoclonales mediante la producción de hibridomas .
- Para la producción de células madre inducidas .
- Evaluar el transporte de proteínas en lo que se conoce como ensayo de fusión de heterocarionte .[12]

## Otras lecturas
- H. Harris: Fusión celular, 1970, Harvard University Press, Mass.
- Gordon, S (1975). «Cell fusion and some subcellular properties of heterokaryons and hybrids». The Journal of Cell Biology 67 (2): 257-280. PMC 2109606. PMID 1104638. doi:10.1083/jcb.67.2.257.